# Travailleur pauvre
L'expression travailleurs pauvres (« working poor » en anglais) s'utilise pour décrire des personnes qui ont un emploi la majorité de l’année, mais qui demeurent dans la pauvreté, du fait de la faiblesse de leurs revenus (revenus d'activité plus prestations sociales).
Par métonymie, le terme de travailleurs pauvres s’utilise pour désigner les familles entières dont ces travailleurs font partie.

## Généralités
En 2004, l'essentiel des travailleurs pauvres dans les pays développés occupaient des postes non qualifiés ou peu qualifiés. Dans de nombreux cas, ils ont des emplois partiels, et n'ont pas les avantages d'un contrat stable (CDI en France), ouvrant droit à l'Assurance chômage. C'est aussi le cas des personnes payées « au noir ». Ce type de poste peut être qualifié d'emploi précaire ou d'emploi atypique.
Les travailleurs pauvres vivent souvent au jour le jour, et les coûts inhabituels comme les coûts de santé, les frais scolaires, ou les loyers peuvent amener rapidement à la misère, avec des difficultés alimentaires directes.
Les travailleurs sans qualification ont souvent des salaires bas et des conditions de travail pénibles. Les familles monoparentales sont particulièrement exposées et l'accès au crédit permanent et au crédit à la consommation empire souvent les choses.

## Dans le monde

### Union européenne
L’Union européenne, avec son indicateur de pauvreté au travail, considère comme travailleurs pauvres les personnes ayant été principalement au travail durant l’année de référence et qui vivent dans un ménage dont le revenu par unité de consommation est inférieur au seuil de risque de pauvreté de 60 % du revenu médian standardisé, incluant les prestations sociales. En 2001, la moyenne européenne est de 7 %, les pays du nord sont les moins touchés par la pauvreté au travail (Danemark et Suède 3 %), ceux du sud ont les pourcentages les plus élevés (Espagne et Italie 10 %). En 2014, selon Eurostat, 17,2 % des salariés européens étaient des travailleurs à bas salaires, c'est-à-dire à deux tiers du revenu médian, un seuil légèrement supérieur à celui de travailleurs pauvres. Globalement le nombre de travailleurs à bas salaire augmente, les pays de l'est étant les plus touchés à environ 25 %. Il y a de grandes différences de salaires médian horaire entre les pays, par exemple 25,5 euros au Danemark contre moins d'1,7 euro en Bulgarie. De même les femmes sont plus touchées que les hommes (21,1 % contre 13,5 %) ainsi que les jeunes et les seniors.

#### France
En France, selon les définitions choisies, le nombre de travailleurs pauvres en 2006 est estimé entre 851 000 personnes et 2 210 000 personnes selon les critères voire jusqu'à 7 000 000 personnes.
Les définitions fréquentes du travailleur pauvre dépendent du seuil de pauvreté. L'Insee utilise un seuil à 50 % et Eurostat un seuil à 60 %. Selon l'Insee, est considéré comme un travailleur pauvre une personne ayant été active au moins six mois dans l’année dont au moins un mois en emploi, tout en vivant dans un ménage dont le niveau de vie est inférieur au seuil de pauvreté. En 2014 selon Eurostat, la France fait figure de « bon élève » avec 8,81 % des salariés à bas salaires, moitié moins que la moyenne européenne. La France est dans le top 5 des pays avec le moins de bas salaires en Europe depuis 2006, se trouvant au niveau du Danemark en 2014. La proportion est cependant plus élevée qu'en 2006 à cause de la crise économique mondiale depuis 2008.
Selon le rapport 2007-2008 de l'Observatoire national de la pauvreté et de l'exclusion sociale (ONPES), le nombre de travailleurs pauvres (revenus inférieur au seuil de pauvreté, 817 euros mensuels pour une personne seule) est passé de 1,47 million en 2003 à 1,74 million en 2005 (avec la définition française) soit « 7 % des travailleurs ». 78 % des travailleurs pauvres occupent un emploi toute l'année, dont 21 % à temps partiel (contre 14 % pour l'ensemble des travailleurs), et gagnent en moyenne 775 € par mois au titre de leur activité qui représente 72 % de leurs revenus disponible, le reste venant de prestations sociales. En 2003, sur 1,3 million de travailleurs pauvres, 39 % avaient été au chômage une partie de l'année. Les 61 % restants avaient travaillé toute l'année, comme indépendants (20 % de tous les travailleurs pauvres), comme travailleurs à temps plein (12 %) ou comme travailleurs à temps partiel (35 %). Entre 1970 et 2002, si le taux de pauvreté global au seuil de 50 % a baissé de 12 à 6 %, le nombre de travailleurs pauvres a lui augmenté de 3,4 % à 5,7 %.
Pour l'ONPES, « l’évolution du taux de pauvreté des travailleurs peut dès lors résulter aussi bien d’une évolution des structures d’emploi que des structures des ménages ou du système de protection sociale ; d’où la complexité de la notion de « travailleur pauvre», qui doit être employée avec précaution ». Par exemple, 40 % des travailleurs pauvres gagnent au-dessus du SMIC annuel dont le montant est lui-même 16 % au-dessus du seuil de pauvreté, mais leur situation familiale (conjoint au chômage et/ou enfants) les ramènent en dessous du seuil de pauvreté. À l'inverse les trois quarts des travailleurs qui gagnent en dessous d'un SMIC annuel échappent à la pauvreté grâce à leur situation familiale. On peut remarquer que l'augmentation du nombre de travailleurs pauvres suit l'augmentation du nombre de travailleurs, pendant de la baisse du chômage. Comme le résume l'ONPES ; « La baisse du nombre de demandeurs d’emploi s’accompagne d’un développement de la pauvreté en emploi, occuper un emploi continue de protéger contre la pauvreté, mais l’emploi est de moins en moins protecteur ».
On peut aussi définir le travailleur pauvre comme obtenant annuellement un revenu inférieur au salaire minimum. En France, le SMIC brut à 1 554,58 euros au 1er janvier 2021 et le SMIC net à 1 231 euros.
Le niveau du salaire minimum en France permet aux travailleurs individuels à temps complet travaillant toute l’année de se situer au-dessus des seuils de pauvreté à 50 % et à 60 % du revenu médian. Réciproquement le travail à temps partiel ou intermittent induit beaucoup de travailleurs pauvres. Au-dessous du SMIC, 80 % des salariés sont des femmes.
Lorsqu’un seul revenu d'activité, d'une valeur égale ou proche du SMIC, constitue les revenus d’une famille nombreuse, la famille peut faire partie de la population pauvre, si les prestations sociales, en plus du(des) salaire(s), ne permettent pas d’atteindre le seuil de pauvreté (156 000 travailleurs concernés en 2006).

#### Allemagne
En 2014 selon Eurostat, l'Allemagne est en tête des pays développés avec 22,48 % de travailleurs à bas salaires.
En 2001, le taux de travailleurs pauvres selon les critères de l'Union européenne en Allemagne est de 4 % contre 6 % au Royaume-Uni et 8 % en France.
Le pourcentage de travailleurs gagnant moins des deux tiers du salaire médian en Allemagne est passé de 15,0 % à 22,2 % de 1995 à 2006 selon une étude de 2007 réalisée par l'Institut pour le travail et la Qualification.
Il n’y avait pas de salaire minimum légal en Allemagne jusqu'en 2014. Celui-ci concerne l'ensemble des secteurs d'activité à partir de 2017.

#### Bulgarie
En Bulgarie, sur un peu plus de 2 millions de travailleurs, plus de 30 % sont ceux qui se retrouvent dans la catégorie des pauvres avec des revenus mensuels de moins de 200 euros. Ceux qui touchent des salaires en dessous du seuil de pauvreté représentent 21 % du total des travailleurs dans le pays. Le SMIC horaire en Bulgarie ne dépasse pas 2 euros et le pays a le SMIC le plus bas de l'Union européenne - 184,07 euros par mois[réf. nécessaire].

### États-Unis
Aux États-Unis, selon l'institut statistique officiel (BLS), il y a 7,4 millions de travailleurs pauvres en 2003, soit 5,3 % de la population active et 1/5e des pauvres (il y a un total de 35,9 millions de pauvres). Les Américains définissent le seuil de pauvreté de façon absolue (867 USD par mois pour une personne seule en 2006) contrairement aux Européens qui le définissent relativement à un revenu médian. Business Week a cependant avancé un nombre beaucoup plus élevé de 28 millions de travailleurs pauvres, soit le quart de la population active en 2004, chiffre qui serait alors bien au-dessus de la moyenne européenne et le plus élevé depuis quarante ans. L'étude de Business Week a été très critiquée, en particulier par l'économiste Thomas Sowell qui reproche à l'article d'extrapoler les statistiques en intégrant les travailleurs à mi-temps et les jeunes de moins de 25 ans dans les travailleurs pauvres, multipliant ainsi le nombre de travailleurs pauvres.

### Royaume-Uni
Le Royaume-Uni compte, en 2007, 5,3 millions de travailleurs gagnant moins des deux tiers du salaire médian, soit 21 % de la population active. En 2014 selon Eurostat, Le Royaume-Uni est un des pays développés avec le plus de travailleurs à bas salaires qui représentent 21,46 % des salariés, juste derrière l'Allemagne.

### Inde
En Inde, le revenu mensuel moyen par habitant s'élève, en 2012, à 128 $, soit 1 530 $ par habitant et par an.

### Chine
En Chine, le revenu mensuel moyen par habitant est de 473 $ en 2012, soit 5 680 $ par habitant et par an.

## Sources
- Insee, 2000, Les travailleurs pauvres en France : facteurs individuels et familiaux [PDF]
- Mission régionale d'information sur l'exclusion, 2005, Figures du travailleur pauvre : entre servage moderne et prix de la liberté [PDF]